# کوستینو (باشقیرستان)
کوستینو (انگلیسی: Kostino, Republic of Bashkortostan) یک شهرک در شهرستان یانائولسکی استان باشقیرستان کشور روسیه است.